# Station Newry
Station Newry is een spoorwegstation in Newry in het Noord-Ierse graafschap Armagh. Het station ligt aan de lijn Dublin - Belfast.